# Tony Martin (attore)
Tony Martin, pseudonimo di Alvin Morris (San Francisco, 25 dicembre 1913 – Los Angeles, 27 luglio 2012), è stato un attore, cantante e musicista statunitense attivo fra gli anni trenta e cinquanta.
Intrattenitore di nightclub e attore di cinema, ma anche interprete in spettacoli di cabaret, iniziò ad esibirsi con il nome di Anthony Martin. Vanta nel suo repertorio brani di successo tanto di musica popolare quanto di genere big band.

## Biografia
Nato in una famiglia di religione ebraica emigrata in California dalla Polonia, si avvicinò alla musica all'età di dieci anni quando la nonna gli regalò un sassofono. Corista come controtenore nel coro della scuola primaria, formò il suo primo gruppo musicale - The Red Peppers - durante gli studi alle scuole superiori.
Contestualmente iniziò a suonare insieme ai gruppi di Tom Gerun e Woody Herman. Lasciato il Saint Mary's College di Moraga e la band di Gerun, a metà degli anni trenta si recò a Hollywood con l'intento di lavorare nel cinema. Fu a quell'epoca che assunse il nome d'arte di Tony Martin.
Vocalista con George Burns e Gracie Allen in programmi per la radio, debuttò nel cinema partecipando a film con piccoli ruoli, come ad esempio quello di un marinaio in Seguendo la flotta (1936), i cui interpreti principali erano Fred Astaire e Ginger Rogers. Queste partecipazioni gli consentirono di firmare un contratto con la 20th Century Fox e successivamente con la Metro Goldwyn Mayer. Con questa casa cinematografica recitò in numerosi musical fra gli anni quaranta e gli anni cinquanta, fra cui Così parla il cuore (1954), basato sulla vita del compositore Sigmund Romberg e interpretato accanto a José Ferrer e Merle Oberon.
Tuttavia non lasciò mai la professione di cantante e, tra il 1938 e il 1942, incise per la Decca Records diversi brani di successo. Partecipò alla seconda guerra mondiale dapprima nell'United States Navy e quindi nell'United States Army Air Forces. Alcuni pettegolezzi, molti dei quali privi di concretezza, intorno alla sua condotta da militare lo danneggiarono sotto l'aspetto professionale, tanto che le maggiori case discografiche rifiutarono di ingaggiarlo una volta terminato il conflitto mondiale.
Con la Mercury Records, allora piccola etichetta indipendente di Chicago, Martin incise venticinque dischi fra il 1946 e il 1947, incluso il brano To Each His Own che vendette un milione di copie. Questo successo indusse la RCA Victor a offrirgli un nuovo contratto nel 1947, una volta concluso il rapporto con la Mercury Records.
Uno fra i suoi maggiori successi discografici è stato There's No Tomorrow, versione in lingua inglese del brano napoletano 'O sole mio, la cui più recente esecuzione live risale all'agosto 2007, durante la partecipazione del novantacinquenne Martin a uno special su cinquant'anni di musica pop.. Ha interpretato anche standard ed evergreen, come Begin the Beguine e As Time Goes By (in coppia con Julio Iglesias).
Durante la sua carriera vinse diciassette dischi d'oro e nel 1955 ottenne una candidatura agli Emmy Awards come miglior cantante. Figura come star della Hollywood Walk of Fame per la sua attività nel cinema e nella televisione.
Dal 1937 al 1941 Martin fu sposato con l'attrice Alice Faye. Dopo il divorzio dalla Faye, nel 1948 sposò l'attrice e ballerina Cyd Charisse. La loro unione, durata 60 anni, fino alla morte di lei, nel giugno 2008, è una tra le più durature nel mondo dello showbiz statunitense. Dal loro matrimonio nacque nel 1950 Tony Martin Jr.
Morì nel 2012, all'età di 98 anni.

## Brani musicali
- To Each His Own (1946)
- There's No Tomorrow (1949, versione di 'O sole mio, in seguito incisa da Elvis Presley con il titolo It's Now or Never)
- I Said My Pajamas (and Put on My Prayers) (1949, incisa in duo con Fran Warren)
- Domino (1951)
- I Get Ideas (1951)
- I Hear a Rhapsody (1952)
- Here (1953)
- Walk Hand in Hand (1956)

## Filmografia
- Foolish Hearts, regia di Ben Holmes (1935) - cortometraggio
- Seguendo la flotta (Follow the Fleet), regia di Mark Sandrich (1936)
- Sogni dorati (The Farmer in the Dell), regia di Ben Holmes (1936)
- Murder on a Bridle Path, regia di William Hamilton ed Edward Killy (1936)
- Una povera bimba milionaria (Poor Little Rich Girl), regia di Irving Cummings (1936)
- Back to Nature, regia di James Tinling (1936)
- Radiofollie (Sing, Baby, Sing), regia di Sidney Lanfield (1936)
- Pigskin Parade, regia di David Butler (1936)
- La canzone del fiume (Banjo on My Knee), regia di John Cromwell (1936)
- The Holy Terror, regia di James Tinling (1937)
- Sing and Be Happy, regia di James Tinling (1937)
- New York si diverte (You Can't Have Everything), regia di Norman Taurog (1937)
- Life Begins in College, regia di William A. Seiter (1937)
- Alì Babà va in città (Ali Baba Goes to Town), regia di David Butler (1937)
- Sally, Irene and Mary, regia di William A. Seiter (1938)
- Vagabondi al chiaro di luna (Kentucky Moonshine), regia di David Butler (1938)
- Up the River, regia di Alfred L. Werker (1938)
- Thanks for Everything, regia di William A. Seiter (1938)
- Winner Take All, regia di Otto Brower (1939)
- Music in My Heart, regia di Joseph Santley (1940)
- Le fanciulle delle follie (Ziegfeld Girl), regia di Robert Z. Leonard e Busby Berkeley (1941)
- Il bazar delle follie (The Big Store), regia di Charles Reisner (1941)
- Nuvole passeggere (Till the Clouds Roll By), regia di Richard Whorf (1946)
- Casbah, regia di John Berry (1948)
- Hollywood Goes to Bat (1950) - (cortometraggio)
- Quattro ragazze all'abbordaggio (Two Tickets To Broadway), regia di James V. Kern (1951)
- La confessione della signora Doyle (Clash by Night), regia di Fritz Lang (1952) (cameo)
- Arrivan le ragazze (Here Come the Girls), regia di Claude Binyon (1953)
- Fatta per amare (Easy to Love), regia di Charles Walters (1953)
- Così parla il cuore (Deep in My Heart), regia di Stanley Donen (1954)
- Tutti in coperta (Hit the Deck), regia di Roy Rowland (1955)
- Donne... dadi... denaro! (Meet Me in Las Vegas), regia di Henry Levin (1956)
- I guerrieri di Alce Azzurro (Quincannon, Frontier Scout), regia di Lesley Selander (1956)
- La ragazza di provincia (Let's Be Happy), regia di Henry Levin (1957)
- Innamorarsi alla mia età (Me olvidé de vivir), regia di Orlando Jiménez Leal (1980)
- Dear Mr. Wonderful, regia di Peter Lilienthal (1982) - cameo